# Influentie
Influentie (van Latijn: influere = instromen, binnenvloeien) of elektrostatische inductie is het scheiden van elektrische lading in een voorwerp wanneer dit in de nabijheid wordt gebracht van een ander geladen voorwerp, zonder dat deze onderling contact met elkaar maken.
Wordt een geleider in de buurt gebracht van bijvoorbeeld een positief geladen voorwerp, dan zullen de (negatief geladen) vrije elektronen in de geleider naar het (positief geladen) voorwerp toegetrokken worden. Dit gedeelte van de geleider zal hierdoor negatief geladen worden, terwijl het andere deel - door de verplaatsing van de vrije elektronen - juist positief geladen wordt.

## Elektroscoop

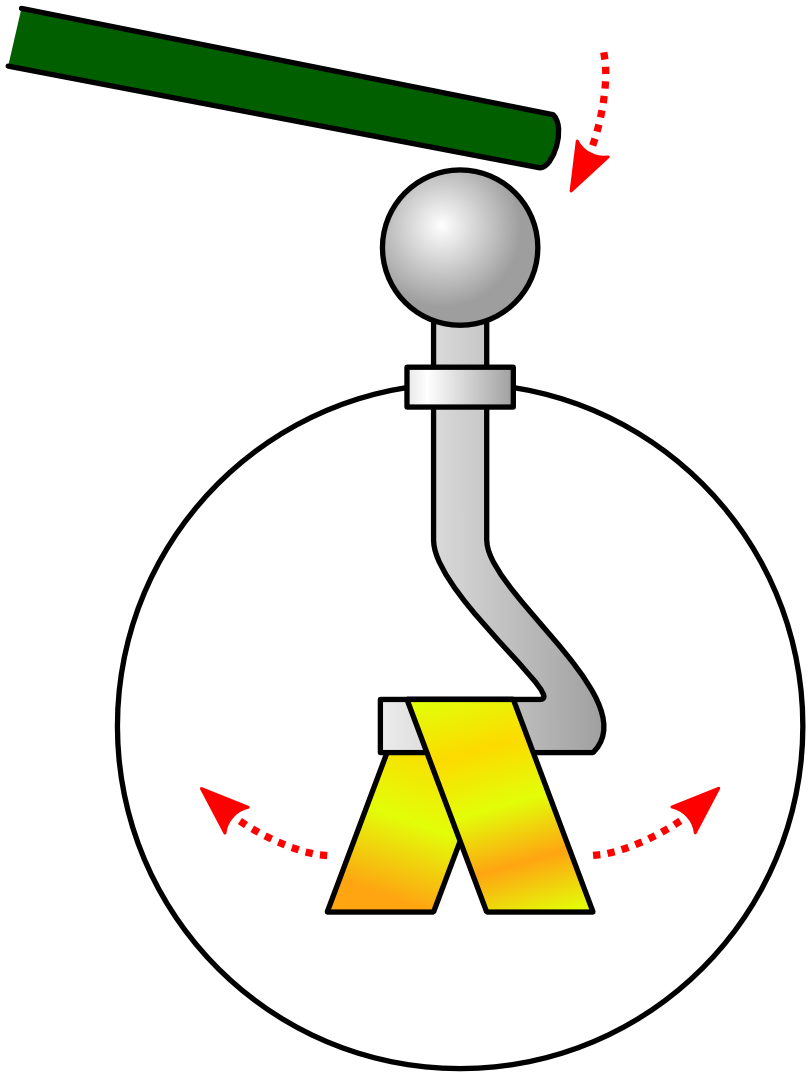
Influentie in een elektroscoop

Influentie kan gedemonstreerd worden met een elektroscoop, een instrument om elektrische lading aan te tonen.
De elektroscoop wordt eerst ontladen, zodat hij elektrisch neutraal is. Wordt nu een geladen voorwerp in de nabijheid van de elektroscoop gebracht, dan zal de lading in de elektroscoop zich verplaatsen. Door influentie zal de lading tegengesteld aan het geladen voorwerp zich naar boven verplaatsen, terwijl de andere lading naar onderen gaat. Doordat de bladstroken onder in de elektroscoop nu gelijk geladen zijn, stoten ze elkaar af en gaan ze uit elkaar staan.
Wordt één geladen kant van de elektrofoor kortstondig in aanraking gebracht met de aarde, dan zal een deel van de lading wegvloeien. Wordt nu het contact met de aarde verbroken, dan blijft de elektroscoop geladen, ook als het geladen voorwerp bij de elektroscoop wordt weggehaald.

## Toepassing
Elektriseermachines, zoals die van Wimshurst, de vandegraaffgenerator en de elektrofoor, werken door middel van influentie.